# Gero Wecker
Gero Wecker (* 22. April 1923 in Göttingen; † 24. Juni 1974 in Berlin) war ein deutscher Filmproduzent.

## Leben
Gero Wecker war der Sohn des Gymnasiallehrers Otto Wecker (1882–1965). Nach seinem Einsatz als Panzeroffizier im Zweiten Weltkrieg stieg er nach Kriegsende beim Filmverleih ein und verbuchte 1952 einen beträchtlichen Erfolg, als er den schwedischen Film Sie tanzte nur einen Sommer in Deutschland in die Kinos brachte, der wegen eines kurzen Nacktauftrittes von Ulla Jacobsen für Aufsehen sorgte.

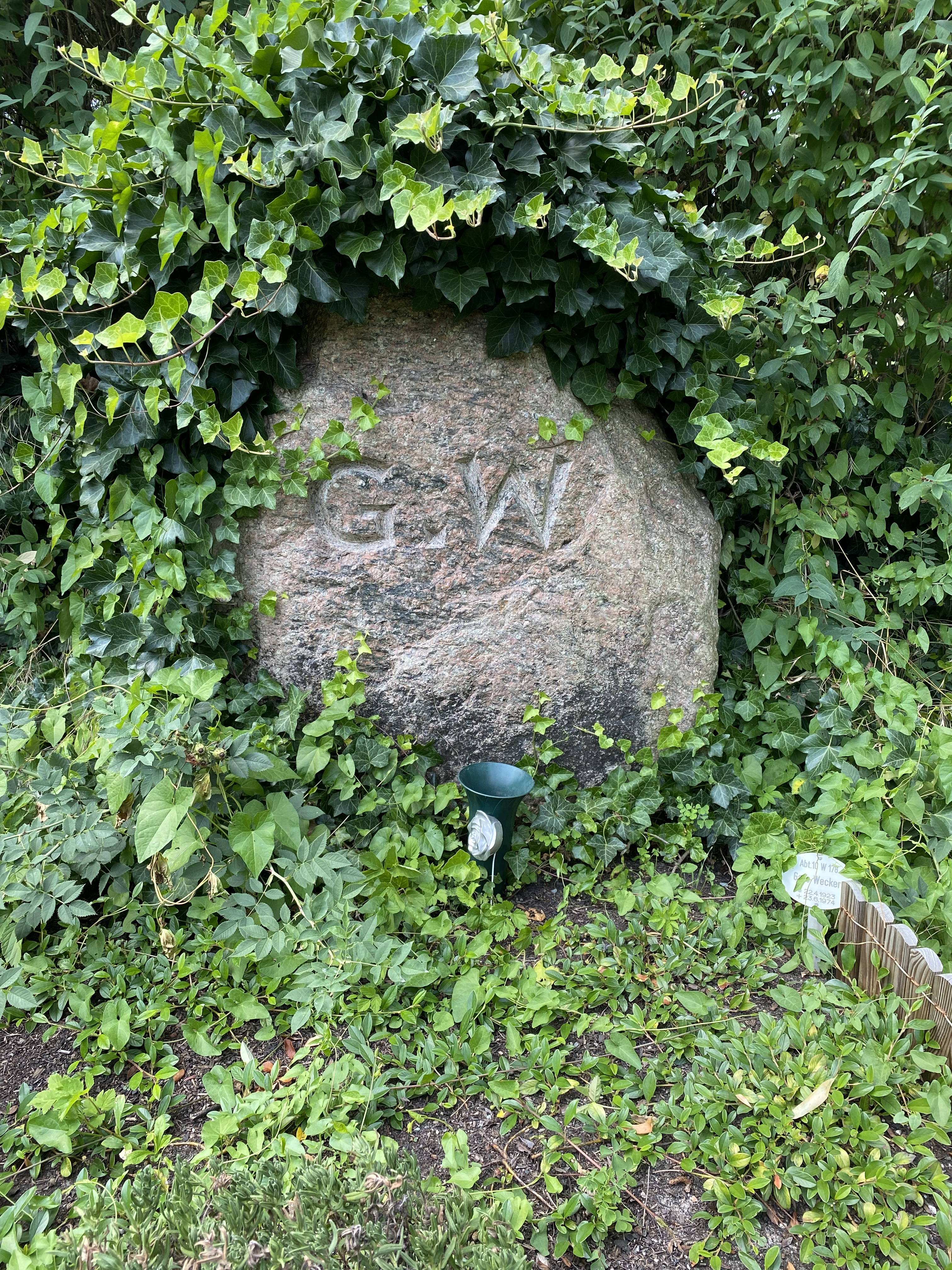
Grabstätte auf dem Friedhof Zehlendorf

1953 gründete er die Arca-Filmproduktion GmbH, Firmensitz war in Göttingen. Mit dem Kinderfilm Die Mädels vom Immenhof traf er 1955 die Erwartungen seines Publikums. 1956 und 1957 sowie 1973 und 1974 folgten weitere Immenhof-Filme.
Anfang 1955 legte Wecker der Freiwilligen Selbstkontrolle der Filmwirtschaft (FSK) seinen abendfüllenden Dokumentarfilm So war der deutsche Landser vor. Dieser Film war vor allem aus Filmmaterial von Wochenschauberichten zusammengeklebt und mit einem neuen Text unterlegt. Die FSK kritisierte diesen Text wegen „militaristischer, nationalistischer und nationalsozialistischer Tendenzen“.
Wecker äußerte die Überzeugung, einen ausgesprochenen Antikriegsfilm gemacht zu haben, der wegen seiner pessimistischen, negativen, gewissermaßen wehrkraftzersetzenden Grundhaltung nicht eben aktuell sei.

„Sämtliche Filme, die er bisher [März 1955] in Wiesbaden vorlegte, wurden in erster Instanz beanstandet – immer aus moralischen Gründen. Als Importeur schwedischer und französischer Filme eckte er zum erstenmal mit dem Ulla-Jacobsen-Film „Sie tanzte nur einen Sommer“ an, dann mit den Françoise Arnoul-Filmen „Verbotene Frucht“, „Zur Liebe verdammt“, „Im Schlafsaal der großen Mädchen“ und „French Can Can“.“

Wecker produzierte neben Musik-, Kriegs- und Heimatfilmen frühzeitig immer wieder Filme mit exotisch-erotischem Hintergrund. Besonders bekannt wurden seine Liane-Filme mit seiner Entdeckung Marion Michael, die er in einem Siebenjahresvertrag für seine Filmgesellschaft verpflichtete. In den 1960er Jahren schuf er nach dem Vorbild der erfolgreichen Edgar-Wallace-Filme auch mehrere Kriminalfilme.
Im April 1966 versuchte er sich durch die Gründung der Team Filmverleih GmbH erneut im Filmverleih, machte damit aber weniger als ein Jahr später Konkurs und konzentrierte sich nur noch auf die Filmproduktion. Am Ende des Jahrzehnts leitete er mit den Aufklärungsfilmen von Oswalt Kolle die Sexwelle ein. Seine letzten Produktionen zu Beginn der 1970er Jahre knüpften noch einmal an die Immenhof-Episoden an.
Wecker starb 51-jährig an Herzversagen. Er wurde auf dem Friedhof Zehlendorf (Feld 006) beigesetzt.

## Filmografie (Auswahl)
- 1954: Musik, Musik und nur Musik
- 1954: So war der deutsche Landser (Dokumentarfilm)
- 1955: Heldentum nach Ladenschluß
- 1955: Es geschah am 20. Juli
- 1955: Die Mädels vom Immenhof
- 1955: Drei Mädels vom Rhein
- 1956: Die wilde Auguste
- 1956: Liane, das Mädchen aus dem Urwald
- 1956: Hochzeit auf Immenhof
- 1957: Liane, die weiße Sklavin
- 1957: Das Mädchen ohne Pyjama
- 1957: Der tolle Bomberg
- 1957: Ferien auf Immenhof
- 1957: Anders als du und ich (§ 175) / Das dritte Geschlecht
- 1958: Madeleine Tel. 13 62 11
- 1958: Liebe kann wie Gift sein
- 1958: U 47 – Kapitänleutnant Prien
- 1958: Es war die erste Liebe
- 1958: Piefke, der Schrecken der Kompanie
- 1958: Ich werde dich auf Händen tragen
- 1958: Romarei, das Mädchen mit den grünen Augen
- 1959: Mandolinen und Mondschein
- 1959: Kriegsgericht
- 1960: Bomben auf Monte Carlo
- 1961: Davon träumen alle Mädchen
- 1962: Das Mädchen und der Staatsanwalt
- 1962: So toll wie anno dazumal
- 1962: Liebling, ich muß dich erschießen
- 1963: Ferien wie noch nie
- 1963: Die weiße Spinne
- 1963: Es war mir ein Vergnügen
- 1963: Jack und Jenny
- 1964: Das Wirtshaus von Dartmoor
- 1964: Frühstück mit dem Tod
- 1964: Lana – Königin der Amazonen
- 1965: Das Geheimnis der drei Dschunken
- 1966: Zwei Girls vom Roten Stern
- 1966: Karriere (A belles dents)
- 1967: Oswalt Kolle: Das Wunder der Liebe
- 1968: Oswalt Kolle: Das Wunder der Liebe II – Sexuelle Partnerschaft
- 1968: Oswalt Kolle: Deine Frau, das unbekannte Wesen
- 1969: Oswalt Kolle: Zum Beispiel Ehebruch
- 1969: Oswalt Kolle: Dein Mann, das unbekannte Wesen
- 1969: Die liebestollen Baronessen
- 1970: Oswalt Kolle: Dein Kind, das unbekannte Wesen
- 1971: Oswalt Kolle: Was ist eigentlich Pornographie?
- 1972: Ich. Das Abenteuer, heute eine Frau zu sein
- 1973: Die Zwillinge vom Immenhof
- 1974: Sabine
- 1974: Frühling auf Immenhof